# 알루산

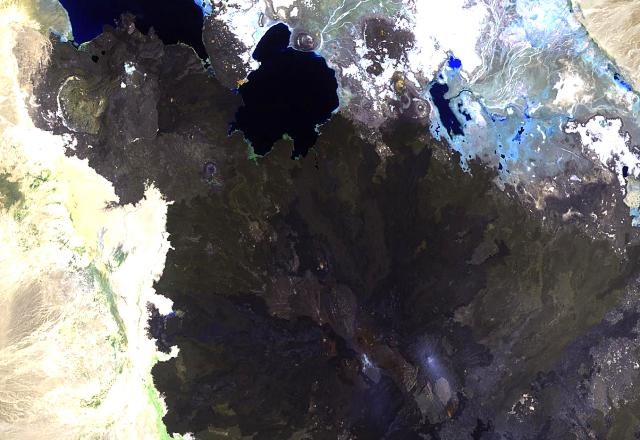

알루산(Alu)은 에티오피아의 다나킬 사막에 솟아있는 화산으로, 성층 화산이다. 이곳은 복합 화산인데, 화산 밑에는
용암 대지(Lava Field)가 있어 굳은 현무암질 용암이 널려있다. 이곳은 옛날에 용암 분출을 했을 것이다.